# David Morrell
David Morrell (ur. 24 kwietnia 1943 w Kitchener w Kanadzie) – kanadyjsko-amerykański pisarz.
W 1966 roku przeprowadził się do Stanów Zjednoczonych. Był wykładowcą uniwersyteckim do 1986 roku. W Polsce wydano w latach 1990-2005 ponad dwadzieścia jego książek.

## Twórczość

### Rambo
1. Rambo: Pierwsza krew (1972, First Blood)
2. Rambo: Pierwsza krew: Tom 2 (1985, Rambo: First Blood Part II)
3. Rambo: Pierwsza krew: Tom 3 (1988, Rambo III)

### Trylogia Bractwa (Mortalis)
1. Bractwo Róży (1984,Brotherhood of the Rose)
2. Bractwo Kamienia (1985, Fraternity of the Stone)
3. Bractwo Nocy i Mgły (1987, The League of Night and Fog)

### Cavanaugh
- Siła strachu, Obrońca (2003, The Protector)
- Nagie ostrze (The Naked Edge, 2010)[3]
- The Attitude Adjuster (2012)

### Frank Balenger
1. Infiltratorzy (2005, Creepers)
2. Łowca (2007, Scavenger)

### Thomas De Quincey
1. Morderstwo jako dzieło sztuki (Murder as a fine art, 2013)
2. Inspector of the Dead (2015)
3. Ruler of the Night (2016)

- The Opium-Eater (2015) – ebook

### Powieści
- Testament, Strach w garści pyłu (1975, Testament)
- Ostatnia szarża (1977, The Last Reveille)
- Totem (1979, 1994, The Totem)
- Przysięga zemsty, Krwawa Przysięga (1982, Blood Oath)
- Piąta profesja (1990, Fifth Profession)
- Przymierze ognia (1991, The Covenant of the Flame)
- Fałszywa tożsamość, Aktor (1993, Assumed identity)
- Akt Desperacji, Desperackie kroki (1994, Desperate Measures)
- Ostre Cięcie, Kompleks winy (1996, Extreme Denial)
- Podwójny wizerunek, Podwójny obraz (1998, Double Image)
- Droga do Sieny (2000, Burnt Sienna)
- Rachunek krwi (2002, Long Lost)
- Szpieg na Boże Narodzenie (2008, The Spy Who Came for Christmas)
- Fenomen (The Shimmer, 2009)

### Omnibus
- Totem / Testament (1991)
- Brotherhood Omnibus (1993)

### Kolekcje
- Czarny wieczór (1984, Black Evening)
- Nocna Ucieczka (2004, Nightscape)

### Nowele
- They (2006)
- The Architecture of Snow (2012)
- The Interrogator (2013)
- My Name is Legion (2013)

### Komiksy
- Captain America: The Chosen (2008)

### Antologie
- Tesseracts Thirteen: Chilling Tales From the Great White
- North (2012) (wraz z Nancy Kilpatrick)

### Serie Non fiction
- John Wayne: The Westerns (2012)
- Rambo and Me: The Story Behind the Story (2012)
- Frank Sinatra: The Artist and His Music (2013)
- Marilyn Monroe: Legend and Tragedy (2013)
- Nelson Riddle: The Man behind the Music (2013)

### Non fiction
- 1976 John Barth: An Introduction
- 1988 Fireflies
- 2002 Lessons from a Lifetime of Writing: A Novelist Looks at His Craft
- 2008 The Successful Novelist
- 2010 Thrillers: 100 Must-Reads (razem z Hankiem Wagnerem)

### Antologie opowiadań Davida Morrella
- Fears (1983)
- Shadows 6 (1983)
- Shadows 7 (1984)
- Dead Image (1985)
- The Year’s Best Fantasy Stories 11 (1985)
- Horrors (1986)
- A Century of Horror 1970–1979: The Greatest Stories of the Decade (1987)
- Prime Evil (1988)
- Between Time and Terror (1990)
- The Year’s Best Fantasy and Horror Fifth Annual Collection (1992)
- Nursery Crimes (1993)
- The King Is Dead: Tales of Elvis Post-Mortem (1994)
- Christmas Magic (1994)
- Night Screams (1996)
- Millennium (1997)
- 999: Twenty-nin Original Tales of Horror and Suspense (1999)

### Opowiadania
- The Dripping (1972)
- Black Evening [short story] (1981)
- But at My Back I Always Hear (1983)
- The Hundred-Year Christmas [short story] (1983) Nagroda World Fantasy (nominacja)
- The Storm (1984)
- Black and White and Red All Over (1985)
- Dead Image (1985)  World Fantasy (nominacja)
- Mumbo Jumbo (1985)
- Orange Is for Anguish, Blue Is for Insanity (1988)  Bram Stoker
- The Beautiful Uncut Hair of Graves (1991)  Bram Stoker
- Nothing Will Hurt You (1992)  Bram Stoker (nominacja)
- The Shrine (1992)  Bram Stoker (nominacja)
- Presley 45 (1994)
- If I Should Die Before I Wake (1997)
- Rio Grande Gothic (1999)

## Nagrody
- 1984 – nominowany do nagrody World Fantasy w kategorii najlepsze opowiadanie za The Hundred-Year Christmas[4]
- 1986 – nominowany do nagrody World Fantasy w kategorii najlepsza nowela za Dead Image
- 1989 – wyróżniony nagrodą Brama Stokera w kategorii najlepsze opowiadanie za Orange Is for Anguish, Blue Is for Insanity
- 1992 – wyróżniony nagrodą Brama Stakera w kategorii najlepsze opowiadanie za The Beautiful Uncut Hair of Graves
- 1993 – nominowany do nagrody Brama Stokera w kategorii długie opowiadanie za Nothing Will Hurt You
- 1993 – nominowany do nagrody Brama Stokera w kategorii długie opowiadanie za The Shrine
- 2005 – nominowany do nagrody Brama Stokera w kategorii najlepsza powieść za Creepers